# Ctrl+Alt+Del
Ctrl+Alt+Del (noto anche come CAD) è sia un fumetto web che una serie animata, entrambi basati sui videogiochi e creati da Tim Buckley. Il nome del fumetto si riferisce al comando di Windows Control-alt-canc. Ha debuttato il 23 ottobre 2002, e ad oggi è aggiornata ogni lunedì, mercoledì, venerdì e sabato, anche se Tim Buckley ha messo da parte gli aggiornamenti del sabato a partire dal 10 maggio 2008. Il focus del fumetto si è gradualmente allontanato dalla gag a singola striscia per orientarsi verso storie più lunghe e con maggiore continuità. Tim Buckley si guadagna da vivere con Ctrl+Alt+Del, ponendosi in quel piccolo gruppo di autori di fumetti web che si occupano delle loro creazioni a tempo pieno. Dal 2005 Ctrl+Alt+Del conta più di 300 000 visitatori al giorno.Dal 2008 una vignetta intitolata "Loss" è stata soggetta a numerosi meme che tendono a inserire la disposizione dei personaggi nei quattro pannelli in diversi contesti.

## Personaggi
- Ethan Ryan MacManus, un ragazzo di 25 anni di origini irlandesi,[6] è un fanatico dei videogame, un dipendente in recupero di EverQuest, ed un artista amatoriale. I suoi spesso assurdi, stravaganti, o addirittura idioti comportamenti sono al centro del fumetto e sono il punto d'inizio di molti fili conduttori dello stesso. Ethan attualmente lavora al GameHaven, a negozio di videogiochi, di cui è il proprietario. Ethan è inoltre descritto come il creatore del Winter-een-mas, una festa di sette giorni dedicata ai videogiochi,[7] ed il fondatore della Church of Games (Chiesa dei Giochi).
- Lucas Davidowicz , di 26 anni, è descritto come più posato e con i piedi per terra rispetto ad Ethan. A volte è un po' pigro, sempre pronto a godersi un buon videogioco durante il lavoro. Cinico e sarcastico, Lucas è un programmatore e lavora in un negozio di computer dove offre assistenza tecnica.
- Lilah Monroe ha sconfitto il preconcetto di Ethan per il quale le ragazze (o almeno quelle carine) non giocano con i videogame,[8] e dopo ciò hanno cominciato a frequentarsi. Lilah ha 25 anni e prima lavorava come segretaria, ma adesso lavora come giocatrice professionista di videogiochi. È attualmente sposata con Ethan, ed era incinta di suo figlio, ma ha avuto un aborto spontaneo dopo tre mesi e mezzo.[9]
- Zeke (abbreviazione per Ezekiel), prima conosciuto come "Xbot", è una creazione di Ethan - un androide senziente basato sui circuiti di Xbox/Xbox 360.

## CAD Sillies
Nel giugno 2008 Buckley ha cominciato a pubblicare delle strisce in bianco e nero che ha soprannominato "Sillies", per rimpiazzare l'aggiornamento del sabato che era stato rimosso a maggio. Queste strisce non sono tra loro connesse da una trama e riguardano, per lo più, umorismo sui videogiochi. Nei "Sillies" appaiono anche personaggi che normalmente non prendono parte al fumetto principale: tra questi Tim, un suo amico, il suo partner d'affari Pierre, e la Morte. Dal 30 luglio è stata creata un'area separata del sito appositamente per i 'Sillies', che non appaiono più nei post relativi alle News.

## CAD Premium
Nel tardo 2005 è stato annunciato CAD Premium. Con una tariffa mensile o annuale i fans sono in grado di accedere ad esclusivi contenuti per i membri, come sfondi, strips ed il fiore all'occhiello di CAD Premium: Ctrl+Alt+Del: The Animated Series, ovvero la serie animata di Ctrl+Alt+Del, che ha fatto il suo debutto nel febbraio 2006.
Mentre CAD Premium è un servizio con abbonamento, Buckley ha chiarito che i fumetti rimarranno gratuiti e che gli episodi, distribuiti adesso su DVD, verranno offerti a prezzo scontato agli abbonati.

### Ctrl+Alt+Del: The Animated Series
Gli episodi della serie animata sono pubblicati all'inizio di ogni mese.
Tutti i 12 episodi della prima stagione sono stati pubblicati. Fra gli extra della release su DVD c'è una intervista con l'autore.
Nel gennaio 2008 è stato annunciato che la serie animata sarebbe tornata con una seconda stagione di 12 episodi all'inizio del marzo dello stesso anno.

## Libri

### Collezioni
- Insert Coin: Ctrl+Alt+Del Volume Uno
- Press Start: Ctrl+Alt+Del Volume Due
- Critical System Failure: Ctrl+Alt+Del Volume Tre

Questi libri comprendono i fumetti pubblicati online insieme a commenti ed altro materiale bonus in esclusiva per l'edizione cartacea.

### Analog and D+Pad
Analog and D+Pad è un libro a fumetti scritto da Tim Buckley e disegnato da Zack Finfrock basato sui personaggi di Ctrl+Alt+Del e ambientato in un universo parallelo in cui Ethan e Lucas sono i supereroi Analog e D+Pad.

## Critiche
Ben "Yahtzee" Croshaw di Zero Punctuation ha criticato Ctrl+Alt+Del in alcune occasioni. Un fumetto di CAD ha avuto una breve apparizione nella recensione di Mass Effect, assimilando l'abbondanza di dialoghi del gioco a quella di alcuni web comic. Più avanti Croshaw ha presentato un'analisi critica di Ctrl+Alt+Del sul suo sito personale Fully Ramblomatic, dove afferma che le strisce rallentano quello che sarebbe il ritmo naturale dei fumetti a causa di un uso eccessivo del dialogo e di uno stile artistico statico - uno dei più grandi problemi del comic a sua detta -. In una successiva occasione, sempre in Zero Punctuation, si fa riferimento a ciò che a detta dell'autore è una inappropriata deviazione dal genere e dal tono comico, apparentemente riferendosi all'episodio dell'aborto di Lilah.

## Eventi, interviste e apparenze pubbliche
Digital Overload è un LAN party annuale ospitato da Ctrl+Alt+Del. In svolgimento dal 2006, si tiene a Providence, Rhode Island, ed è organizzato insieme a Ni Networks.
C'è stata un'intervista di Tim Buckely su CBSNews.com.
Nell'ottobre del 2006 Tim Buckley ha tenuto una conferenza all'Instituto Politecnico di Rensselaer presso Troy, New York.

## Altre pubblicazioni
Ctrl+Alt+Del è un fumetto ricorrente nelle pagine di Game Revolution.
Dodici strisce del libro a fumetti City of Heroes dette "Underwear On The Outside" sono state realizzate da Tim Buckley.
EQuinox, il magazine ufficiale di Everquest 2, include alcune strisce a fumetti di Ctrl+Alt+Del.
Nel 2007, Ctrl+Alt+Del ha avviato una collaborazione con i 2K Games/Firaxis Games per produrre una serie di fumetti per Sid Meier's Civilization Daydreams.